# 愚か者の船
『愚か者の船』（おろかもののふね、原題：Ship of Fools）は、1965年に製作・公開されたアメリカ合衆国の映画である。1930年代初頭のメキシコからドイツへ向かう客船を舞台としたキャサリン・アン・ポーターの同名小説の映画化であり、スタンリー・クレイマーが監督、ヴィヴィアン・リーとシモーヌ・シニョレ、ホセ・フェラー、リー・マーヴィン、オスカー・ウェルナーなどが出演した。
ヴィヴィアン・リー最後の映画出演作である。

## キャスト
- メアリー・トレッドウェル：ヴィヴィアン・リー
- 伯爵夫人：シモーヌ・シニョレ
- リーバー：ホセ・フェラー
- テニー：リー・マーヴィン
- シューマン：オスカー・ウェルナー
- ジェニー：エリザベス・アシュレー
- デヴィッド：ジョージ・シーガル
- ペペ：ホセ・グレコ
- ユリウス・レーヴェンタール：ハインツ・リューマン

## スタッフ
- 監督/製作：スタンリー・クレイマー
- 脚本：アビー・マン
- 音楽：アーネスト・ゴールド
- 撮影：アーネスト・ラズロ
- 編集：ロバート・C・ジョーンズ
- 美術：ロバート・クラットワーシー
- 装置：ジョゼフ・キッシュ
- ヴィヴィアン・リーの衣装：ジャン・ルイ
- 衣装：ビル・トーマス

## 映画賞受賞・ノミネーション
- 受賞
  - アカデミー美術賞（白黒）：ロバート・クラットワーシー、ジョゼフ・キッシュ
  - アカデミー撮影賞（白黒）：アーネスト・ラズロ
  - ナショナル・ボード・オブ・レビュー賞男優賞：リー・マーヴィン
  - ニューヨーク映画批評家協会賞 主演男優賞：オスカー・ウェルナー
- ノミネーション
  - アカデミー作品賞
  - アカデミー主演男優賞：オスカー・ウェルナー
  - アカデミー主演女優賞：シモーヌ・シニョレ
  - アカデミー助演男優賞：マイケル・ダン
  - アカデミー脚色賞：アビー・マン
  - アカデミー衣装デザイン賞（白黒）：ジャン・ルイ、ビル・トーマス
  - ゴールデングローブ賞 作品賞 (ドラマ部門)
  - ゴールデングローブ賞 主演男優賞 (ドラマ部門)：オスカー・ウェルナー
  - ゴールデングローブ賞 主演女優賞 (ドラマ部門)：シモーヌ・シニョレ